# Tormes
A Tormes egy folyó Spanyolország nyugati részén. A Gredos-hegységben ered, átfolyik többek között Salamanca városán, majd a portugál határnál a Duero folyóba torkollik.

## Leírás
A Kasztília és León autonóm közösség déli határán emelkedő Gredos-hegységben, Navarredonda de Gredos község területén ered, majd nyugatra, ezután északra kanyarodik, mígnem Huerta településnél ismét nyugatra fordul. Átfolyik Salamancán, majd nyugat-északnyugat felé tartva eléri a portugál határt, ahol a Duero folyóba torkollik, annak bal oldalán. Ezt a Fermoselle és Villarino de los Aires községek területére kiterjedő vidéket Ambasaguas (jelentése: „a két víz”) néven ismerik. A torkolat közelében meredek sziklafalak közé szorul: ezen látványos képződmények neve Arribes del Tormes.
Összesen 284 km-t tesz meg, átlagos vízhozama 42 m³/s. Vízgyűjtő területe 7096 km².
A folyóban nyáron olyan kevés a víz, hogy a térség ivóvízellátását nem lehetett a Tormesre alapozni. Ezen okból építették meg felső szakaszán 1960-ra a Szent Teréz nevű víztározót, amely mintegy 496 millió m³ kapacitású: ez a téli nagyobb vízhozamot csökkenteni, a nyárit pedig növelni képes. Későbbi szakaszán létesült a villagonzalói tározó, a torkolat közelében pedig az Almendra-víztározó.
Jelentősebb mellékvizei:
- Folyók:
  - Corneja
  - Almar
  - Becedillas
  - Alhándiga
  - Valvanera
  - Aravalle
- Patakok:
  - Caballeruelo
  - Garganta de los Caballeros
  - Garganta de Bohoyo
  - Garganta de Navamediana
  - Garganta de Gredos

## Turizmus
A folyót és térségét több okból látogatják a turisták. Egyrészt kiváló horgászvíz, főként sebes pisztrángjairól és 1968-ban betelepített tajmenjeiről híres, másrészt vadvízi evezésre is lehetőség van rajta. Híres látnivaló a folyó fölött átívelő salamancai római híd.

## Képek

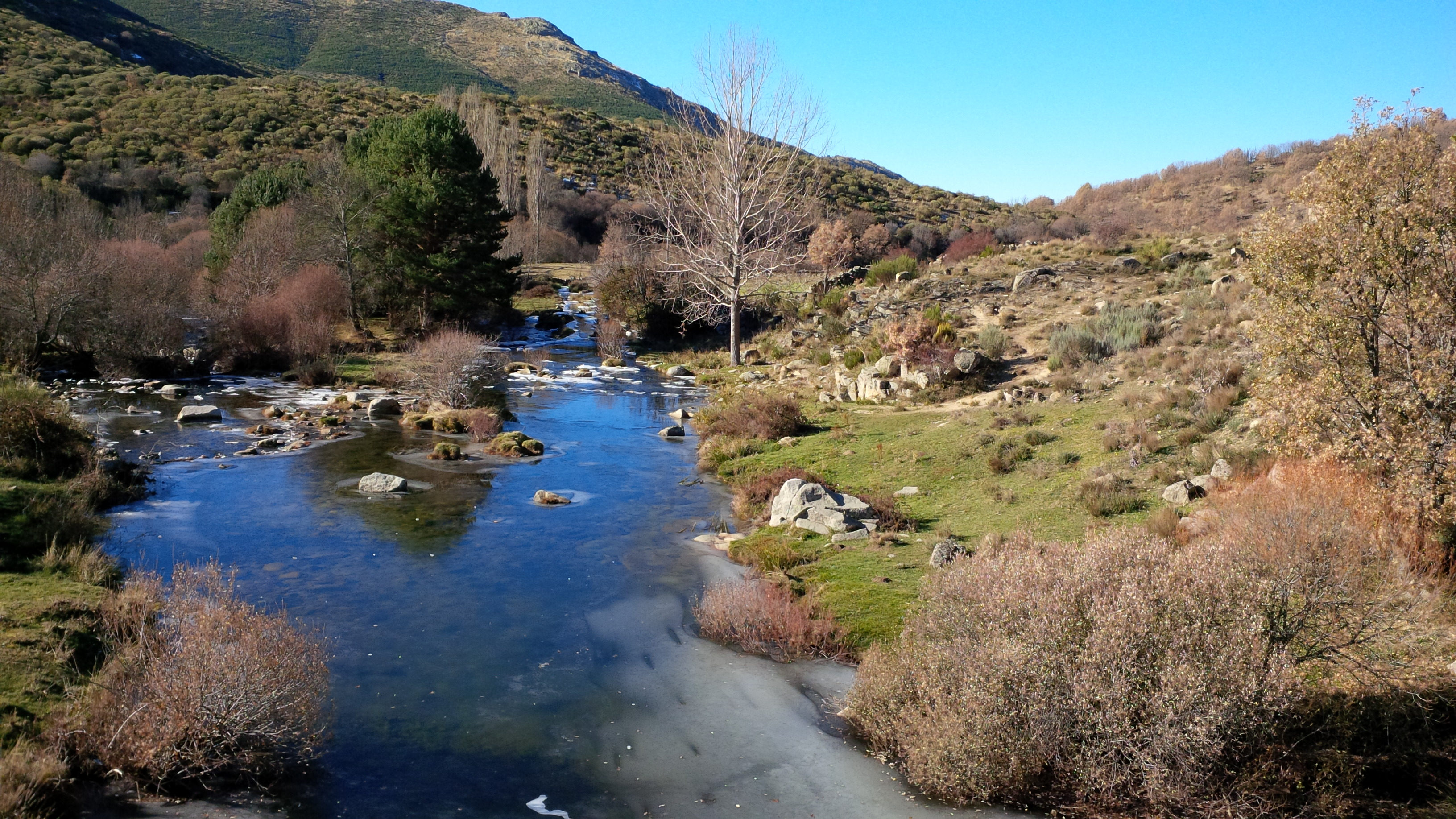
A forrás közelében
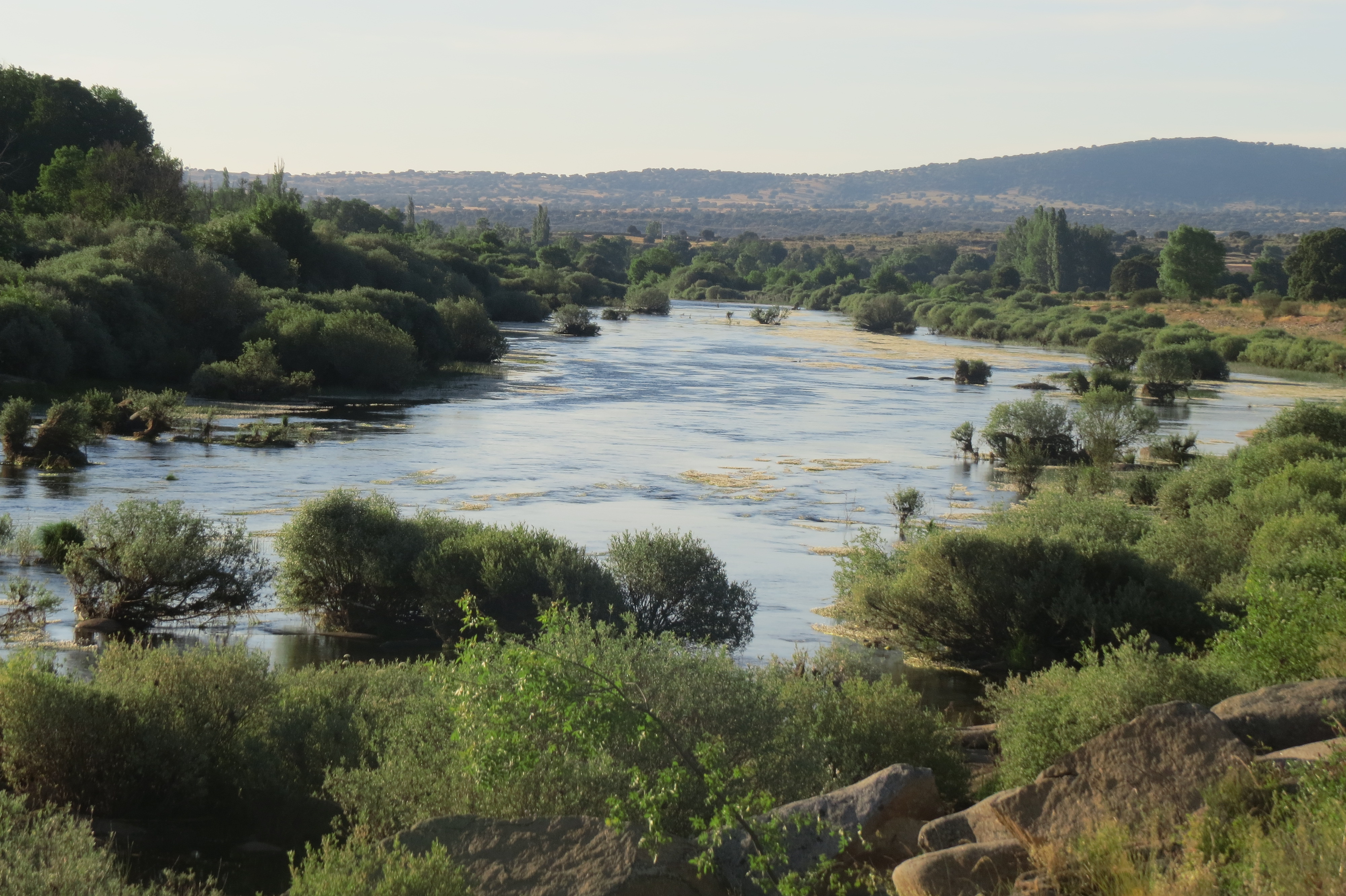
Salamanca tartományban
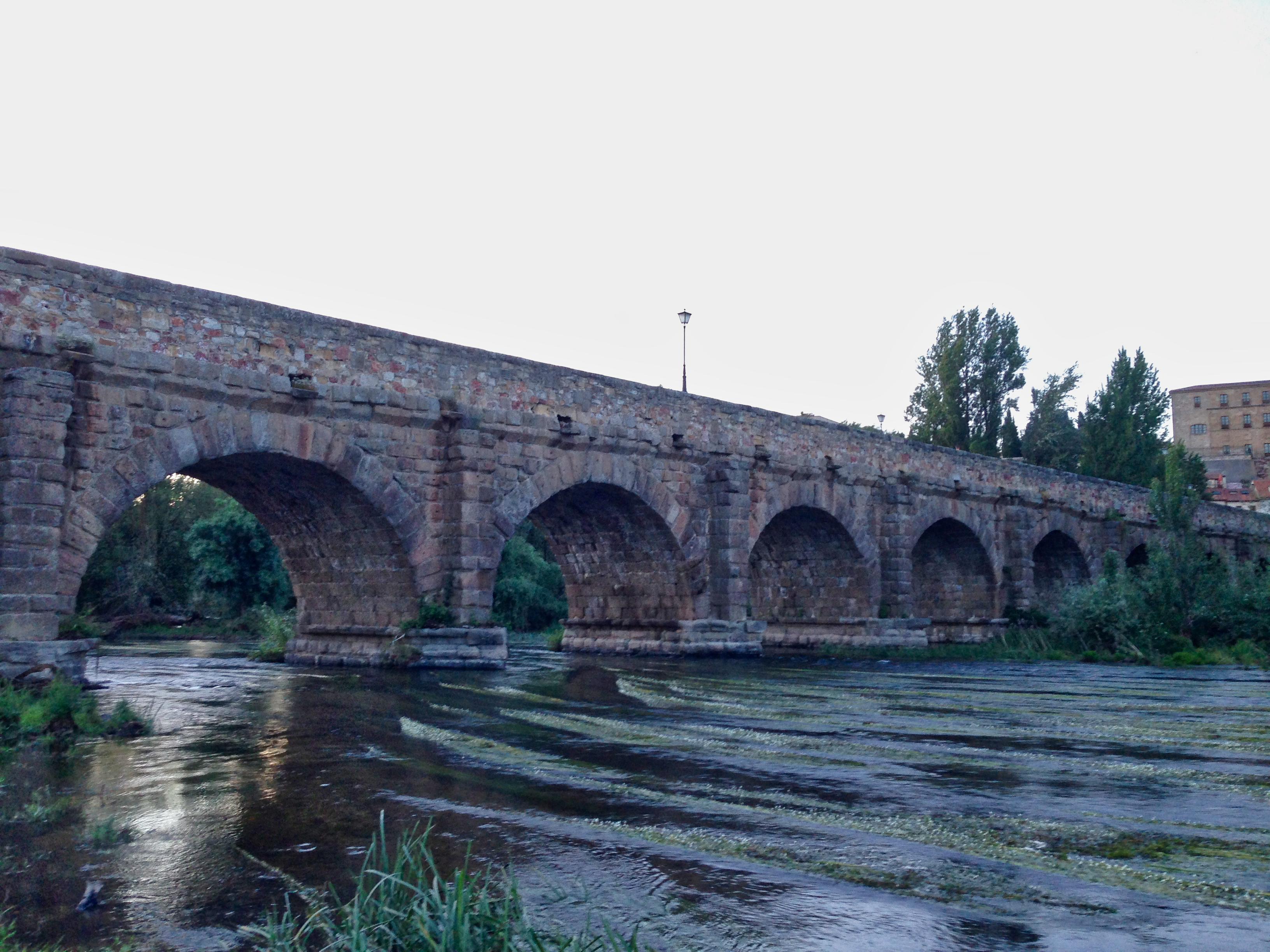
A salamancai római hídnál
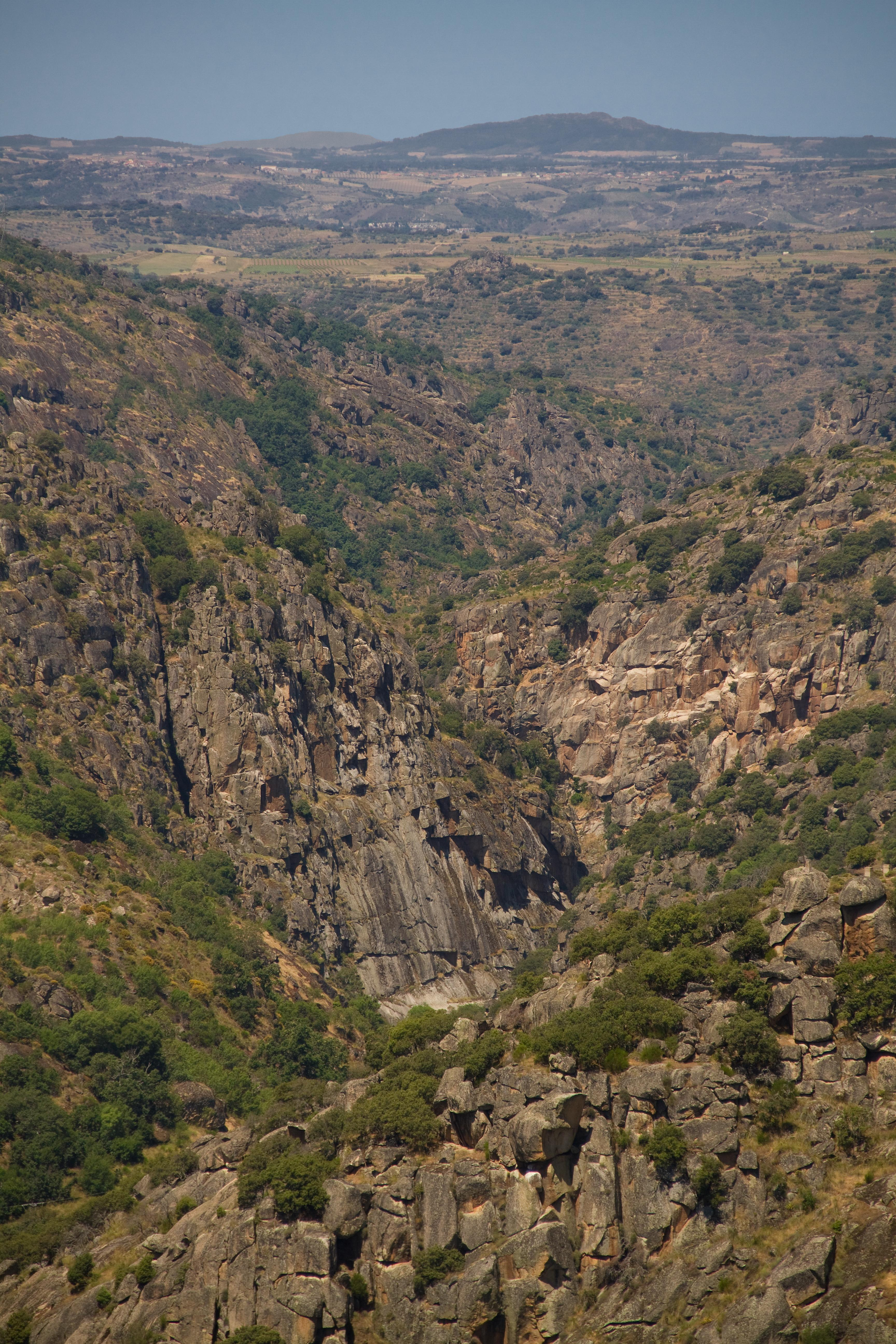
Az Arribes del Tormes